# Ghiacciaio Carlyon
Il ghiacciaio Carlyon è un ghiacciaio lungo circa 27 km situato nella regione meridionale della Terra di Oates, nell'Antartide orientale. Il ghiacciaio, il cui punto più alto si trova a circa 1600 m s.l.m., si trova sulla costa di Hillary e ha origine dal versante orientale dei monti Cook, da cui fluisce verso est scorrendo tra la dorsale Conway, a nord, e le scogliere Reeves, a sud, fino ad andare ad alimentare la barriera di Ross, tra capo Murray e la scogliera Cheney.

## Storia
Il ghiacciaio Carlyon è stato mappato nel 1958 da parte della squadra della spedizione Fuchs-Hillary, condotta nel 1955-1958, di stanza sul ghiacciaio Darwin, e fu così battezzato dal Comitato neozelandese per i toponimi antartici in onore di R. A. Carlyon, uno dei comandanti della suddetta squadra.